# Guominjun
Il Guominjun (pinyin: Guómínjūn), a.k.a Esercito Nazionalista, KMC o Esercito del nord-ovest, si riferisce alla fazione militare fondata da Feng Yuxiang, Hu Jingyi e Sun Yue durante il Periodo dei signori della guerra cinese. Esso fu formato quando Feng tradì la Cricca di Zhili durante la Seconda guerra Zhili-Fengtian nel 1924. Il Guominjun occupò Pechino, catturò il leader della Cricca di Zhili cioè l'allora Presidente della Repubblica di Cina Cao Kun ed espulse il vecchio imperatore della Dinastia Qing, Pu Yi, dalla Città Proibita.

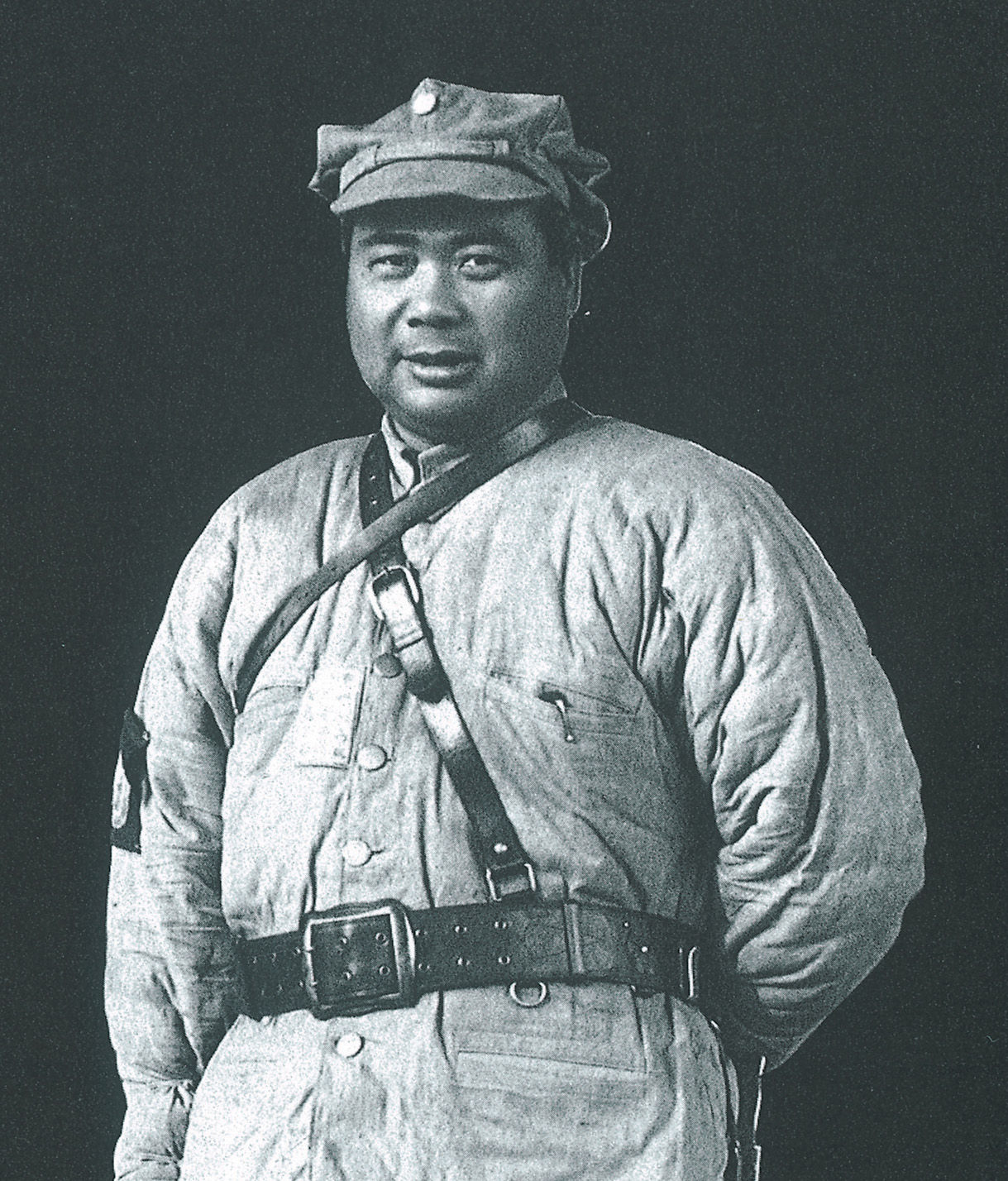
Feng Yuxiang

Il Guominjun era molto attaccato al Kuomintang del Governo nazionalista di Sun Yat-sen di Canton nel Guangdong ma a causa dell'isolamento geografico (il Guominjun controllava le province nordoccidentali della Cina), erano indipendenti l'uno dall'altro. Il Guominjun era inusuale per essere un esercito con le sue truppe indottrinate in Cristianesimo, Socialismo e insegnamenti nazionalisti. Esso educò inoltre le sue truppe con programmi di benessere sociale ed educazione, cosa molto rara a quel tempo. Questo creò una vera determinata e coesa forza combattiva con il morale alto. Uno dei suoi punti deboli era la sua piccola dimensione e la grande copertura territoriale, il che significava che le sue truppe erano sparse sottilmente.
Il principale sostenitore estero del Guominjun fu l'Unione Sovietica, che aveva gareggiato con l'Impero giapponese per l'influenza sulla Cricca del Fengtian, che controllava la Manciuria. I sovietici intendevano costruire una relazione con Feng, che era visto come il più ideologicamente accettabile.
Il 23 novembre 1925, il generale del Fengtian Guo Songling disertò nel KMC; questo fece scoppiare la Guerra anti-Fengtian contro Zhang Zuolin. Il Guominjun era dalla parte perdente fino a che il Kuomintang non lanciò la Spedizione del Nord. A quel punto il 23 agosto 1926 si fuse con l'Esercito Rivoluzionario Nazionale del Kuomintang per sconfiggere le forze del Fengtian. Nel 1929 Feng divenne sempre più insoddisfatto per il regime di Chiang Kai-shek; il Guominjun per questo lanciò una completa ribellione, la Guerra delle Pianure centrali, nel 1930. Però Feng fu sconfitto e ciò che restava della fazione fu assorbito nel Kuomintang.